# Paul McCartney: Many Years from Now
Paul McCartney: Many Years from Now é uma biografia de Paul McCartney escrita por Barry Miles e publicada originalmente no Reino Unido pela Secker & Warburg em 1997. O livro é considerado a biografia oficial do cantor, e de acordo com a contracapa da edição de brochura de 1998, foi baseado em centenas de horas de entrevistas exclusivas realizadas num período de cinco anos. O título é uma frase da canção When I'm Sixty-Four, composta por McCartney e lançada em 1967 no álbum Sgt. Pepper's Lonely Hearts Club Band. Uma versão traduzida para o português brasileiro foi lançada em abril de 2000 pela editora Dorea Books.

## Contexto e conteúdo
Paul McCartney e Barry Miles iniciaram o projeto pouco tempo depois dos concertos mundiais de McCartney de 1989-90. Segundo Miles, o "núcleo" do livro resultou de trinta e cinco entrevistas gravadas e que foram realizadas entre 1991 e 1996.

Então, eu vou te falar como me lembro, mas admito, minha memória é inconstante, não se aquieta. Entretanto, o bom é que não precisamos ser muito fiéis, porque não é disso que estamos falando. Estamos falando de uma sequência de acontecimentos que ocorreram dentro de um período. Desde então, é a minha lembrança...

– Paul McCartney
Irado com a reverência concedida à John Lennon após seu assassinato em 1980, o cantor procurou alterar a percepção de que Lennon tinha sido o verdadeiro líder criativo dos Beatles. Desta forma, o livro era uma extensão da campanha de McCartney para estabelecer seu legado, particularmente no que diz respeito às novidades vanguardistas dos Beatles, seguindo as declarações feitas por ele em uma entrevista para a revista Rolling Stone em 1986 e de sua turnê mundial em 1989-90. A grande parte do conteúdo do livro aborda a parceria artística de Lennon e McCartney, a ascensão e a queda dos Beatles e a imersão de McCartney na vibrante cena artística de Londres durante a década de 1960. Das 600 páginas, apenas vinte abordam a sua vida após a separação do grupo em 1970.
Segundo o autor Howard Sounes, a ideia de escrever a biografia foi de Miles, mas ele tinha "concordado em deixar Paul vetar o manuscrito e, talvez, surpreendentemente, reter 75 por cento dos direitos, significando que o livro seria de Paul." As entrevistas que serviram de base para o livro coincidiram com o projeto The Beatles Anthology, que contou com a participação de McCartney, George Harrison e Ringo Starr. A publicação foi adiada e atrasada devido à condição de Linda McCartney, após o diagnóstico de câncer de mama em 1995.

## Publicação
Paul McCartney: Many Years from Now foi publicado pela primeira vez no Reino Unido em 2 de outubro de 1997 pela Secker & Warburg. McCartney o promoveu em 12 de outubro durante uma entrevista com Michael Parkinson, no programa Parkinson's Sunday Supplement da BBC Radio 2.
O livro tornou-se um bestseller. A popularidade veio no final de um ano de sucesso profissional para McCartney, precedido pelo título de cavaleiro e a resposta favorável de seu álbum Flaming Pie. Em abril de 2000, uma versão de brochura traduzida para o português brasileiro foi lançada pela editora Dorea Books.

## Recepção

### Repercussão
O livro atraiu críticas de alguns leitores por seu foco nos créditos de composições e atribuições de porcentagens de McCartney e Lennon para determinar a extensão da respectiva autoria de canções co-creditadas Lennon-McCartney. Outros se opuseram à aparente reescrita da história e à determinação de McCartney para ser reconhecido como o primeiro a abraçar a incursão dos Beatles na vanguarda. Em uma entrevista em janeiro de 1998; a viúva de Lennon, Yoko Ono, respondeu às afirmações de McCartney, dizendo que, embora McCartney tenha liderado os projetos dos Beatles ao "fazer ligações", a liderança de Lennon era mais inspiradora e de "alto nível, em algum tipo de nível mágico". Ono também disse que a maneira como McCartney desafiou o legado de seu marido o colocou no papel do invejoso Antonio Salieri.

### Avaliações críticas
O livro foi a apoteose do tema que McCartney tinha introduzido na década anterior: ele era o Beatle original da vanguarda. Aqui está toda a evidência para provar o ponto, mas apresentada de uma maneira tão defensiva que implora por críticas de quem achava que deveria deixar a história correr o seu curso e os fatos falam por si mesmos.

– Peter Doggett
Rob Blackhurst do The Independent interpretou as memórias como parte da "tentativa em grande escala de revisionismo histórico" de McCartney; o escritor também identificou em todo o texto "justificativas santificadas e alfinetadas em Lennon", e retratou McCartney como "um homem extremamente sensível à crítica." Blackhurst lamentou que Miles "exacerbasse este traço desagradável em seu assunto, inserindo seus próprios gracejos insensatos" e encontrou o tom do livro em desacordo com a "calorenta e grande integridade pessoal" de McCartney, considerando-o desnecessário pelo fato do ex-Beatles já ter conquistado respeito dos ouvintes contemporâneos na década de 1990.
Por outro lado, o biógrafo dos Beatles, Ian MacDonald, deu boas-vindas ao livro - particular reivindicação de McCartney, que ele e Lennon conservaram um elemento da colaboração durante a carreira dos Beatles - dizendo que ofereceu "uma correção necessária" à história estabelecida por Lennon. Tendo obtido detalhes de Miles antes da publicação de Many Years from Now, MacDonald incorporou essa nova perspectiva na edição revisada de 1997 de seu livro Revolution in the Head.
O crítico do Entertainment Weekly Tim Appelo escreveu para o Amazon: "Este livro é ainda melhor do que A Hard Day's Write: The Stories Behind Every Beatles' Song e Revolution in the Head. Aqui está a última palavra sobre os Beatles, inevitavelmente inclinada para McCartney, mas geralmente mais convincente do que as próprias lembranças de Lennon." Escrevendo para a revista People, Peter Ames Carlin descreveu-o como "uma leitura obrigatória para qualquer pessoa interessada nos Beatles, nos anos 60 e na própria cultura moderna."[carece de fontes?]
Entre as avaliações mais recentes, a Rolling Stone colocou o livro em sétimo lugar na lista "The 25 Greatest Rock Memoirs of All Time" (2012). Os editores da revista notaram a controvérsia causada por algumas lembranças de McCartney e acrescentaram: "Mas na página, assim como na canção, sua voz transborda de humor e afeição e fez menos para corromper sua boa sorte do que qualquer outra estrela do rock, o que pode ser por isso que suas memórias são uma companhia tão maravilhosa."
Em sua visão geral dos livros mais populares dos Beatles para o Rough Guide, Chris Ingham escreveu: "McCartney praticamente se desculpa antes de começar – 'para que não seja visto tentando fazer meu próprio tipo de revisionismo' – e então ele prossegue com seiscentas páginas do que deveria ter sido chamado de 'Meu próprio Tipo de Revisionismo'." Ingham admite que o texto contém "detalhes fascinantes", mas ele achou que a adoção de porcentagens de composições é "ligeiramente embaraçosa" e "desesperada", e lamenta também que McCartney tenha utilizado justificações para demonstrá-lo "'um cara mais legal' do que Lennon".
Peter Doggett considera o tom da narrativa excessivamente defensivo, embora McCartney forneça "todas as provas para provar seu ponto", e acrescenta: "A pessoa com a mais forte alegação de sentir-se diminuída pelo livro de McCartney foi George Harrison, cuja contribuição aos Beatles foi subestimada consistentemente."
Graham Reid, crítico do The New Zealand Herald, descreveu Many Years from Now como "um livro fascinante, embora distorcido e um tanto frustrante" com o mínimo de reconhecimento para Harrison, e Starr é novamente um "homem invisível." Reid também lamenta a escassez de informações sobre a carreira pós-Beatles de McCartney e resume o livro: "No pior dos casos, parece maldoso e injusto, e revisionista também. Mas o mais esclarecedor - os detalhes das composições e de sua vida em Londres é um relato inesperadamente revelador dos anos mais interessantes de uma vida mais interessante."